# Olga Ulianova
Olga Ulianova (URSS, 1963-Santiago, 29 de diciembre de 2016) fue una historiadora rusa, nacida en la antigua Unión Soviética, nacionalizada chilena, que se especializó en historia contemporánea, la Guerra Fría, el movimiento comunista chileno e internacional y las redes internacionales no estatales.
Obtuvo un Master of Arts en Historia en la  Universidad Estatal Lomonosov de Moscú en 1985, y luego un doctorado con mención en Historia Universal, en la misma universidad, en 1988. Ya por entonces se dedicaba a estudiar la historia social y política chilena. Trabajó como traductora de algunos líderes comunistas chilenos exiliados. Se casó con un chileno exiliado y en 1992 se trasladó con él a vivir a Chile. Tiene una hija de nacionalidad chilena y rusa.
Hizo su carrera académica en la Universidad de Santiago de Chile ―USACH―, y en particular en el Instituto de Estudios Avanzados, del cual fue directora entre 2010-2015; también fue directora del programa de doctorado en Estudios Americanos de la USACH. Además fue profesora invitada de varias universidades. Fue miembro del Comité de Historia de Fondecyt ―Fondo Nacional de Desarrollo Científico y Tecnológico― y evaluadora de Conicyt ―Comisión Nacional de Investigación Científica y Tecnológica―; también fue integrante del concejo editorial de diversas revistas científicas, tanto en Chile como en el extranjero ―como la Revista Izquierdas, en la que fue directora―.
Se especializó en la recuperación de la información documental proveniente de los archivos del  Komintern y en general de la URSS. Realizó varias investigaciones sobre comunistas chilenos, en particular respecto de los contactos que estos desarrollaron con el Komintern. Escribió varios textos en conjunto con otros especialistas en el comunismo chileno, como Rolando Álvarez Vallejos y Alfredo Riquelme. También desarrolló investigaciones sobre la inmigración rusa en Chile.
Era habitual comentarista de temas internacionales en la televisión, la radio y la prensa chilena. En 2016, recibió la medalla "Universidad de Santiago de Chile" de parte del rector de esa casa de estudios, Juan Manuel Zolezzi, en reconocimiento a su trayectoria académica.
Falleció aquejada de un cáncer, a la edad de 53 años, en una clínica en Santiago de Chile.

## Libros y artículos
- Rusia: raíces históricas y dinámica de las reformas, Santiago, Editorial de la Universidad de Santiago, Colección IDEA-USACH, 1994.
- "El exilio ruso blanco y su impacto en América Latina y en Chile", en Revista de Historia, 1997, Universidad de Concepción.
- "Primeros contactos entre en PC chileno y Komintern", en Cuadernos de Historia, Universidad de Chile, 1998.
- "Algunos aspectos de la ayuda financiera del comunismo soviético al PC chileno durante la Guerra Fría", en Estudios Públicos, Nº72, primavera/1998.
- "Los primeros rusos en Chile: inicios de un proceso migratorio", en Revista de Humanidades, Universidad Nacional Andrés Bello, N.º 5, 1999.
- Viajeros rusos en Chile, Santiago, DIBAM, 2000.
- Un Chejov desconocido, Santiago, Editorial RIL, 2000.
- "El caso de Manuel Hidalgo en el PC chileno a partir de los documentos de Komintern" en Jorge Rojas Flores y Manuel Loyola (comp.), Por un rojo amanecer. Hacia una historia de los comunistas chilenos, Santiago, 2000.
- "La Unidad Popular y el golpe militar en Chile: percepciones y análisis soviéticos", en Estudios Públicos, Nº 79, 2000.
- Chile en los archivos soviéticos, Tomo 1, Chile y Komintern 1922-1931, Estudios y Documentos, Santiago, DIBAM-LOM-USACH, 2005 (en coautoría con Alfredo Riquelme).
- Políticas, redes y militancias. Chile y América Latina en el siglo XX, USACH-Ariadna, 2009 (en coautoría).
- Chile en los archivos soviéticos, Tomo 2, Chile y Komintern 1931-1935, Estudios y Documentos, DIBAM-LOM, 2009 (en coautoría con Alfredo Riquelme).
- "Los comunistas prefieren la subversión pacífica. El Partido Comunista en los archivos norteamericanos, 1973-1979" en Olga Ulianova, Manuel Loyola y Rolando Álvarez (eds), 1912-2012. El siglo de los comunistas chilenos, Santiago, IDEA-USACH, 2012
- "La nueva inserción internacional del comunismo chileno tras el golpe militar", en Tanya Harmer y Alfredo Riquelme (ed.), Chile y la Guerra Fría Global, RIL Editores, 2014.